# Jason Anthony Griffith
Pour les articles homonymes, voir Griffith.
Jason Adam Griffith (né le 26 novembre 1980) est un acteur américain connu pour avoir été la voix de la mascotte de Sega Sonic ainsi que celle de Shadow et Jet de 2005 à 2010.

## Filmographie

### Série d'animation
- Chaotic - Tom Majors, Zhade, Frafdo
- Danimals commercials - Bongo the Monkey
- F-Zero GP Legend - Additional Voice
- Gravitation - Tatshua Uesugi
- GoGORiki - Chikoriki
- Kuro Kami: the Animation - Keita Ibuki
- Mew Mew Power - Sergio Bucksworth
- Winx Club - Lord Darkar
- Mirumo - Nezumi (Rat)
- One Piece (4Kids Entertainment version) - Usopp, Yassop
- Slayers Revolution - Voix additionnelles
- Slayers Evolution-R - Abel, Voix additionnelles
- Sonic X - Sonic the Hedgehog, Shadow the Hedgehog
- Teenage Mutant Ninja Turtles - Miyamoto Usagi, Voix additionnelles
- Three Delivery - Josh, Voix additionnelles
- Viva Piñata - Perry Pupsicle
- Yu-Gi-Oh! Capsule Monsters -Voix additionnelles
- Yu-Gi-Oh! GX - Atticus Rhodes, Harrington Rosewood, Nightshroud, Yusuke, Osamu
- Yu-Gi-Oh! 5D's - Shira, Taka, Ghost

### Rôle cinématographique
- Turtles Forever - Mirage Leonardo, Voix additionnelles
- Tiny Robots - Trank

### Jeux vidéo
- Alone in the Dark - Hammet, Jack the Watchman
- Case Closed: The Mirapolis Investigation - Voix additionnelles
- Neverwinter Nights 2 - Bevil
- Sonic the Hedgehog series (2005 - 2010) - Sonic Rivals, et 2, Sonic the Hedgehog, Shadow the Hedgehog, Jet the Hawk
- Super Smash Bros. Brawl - Sonic the Hedgehog,  Shadow the Hedgehog
- Teenage Mutant Ninja Turtles 2: Battle Nexus - Slashuur
- Shira Oka: Second Chances - Sakuragi Hiroshi
- Sonic Unleashed - Sonic the Hedgehog
- Shadow the Hedgehog -  Sonic the Hedgehog - Shadow the Hedgehog

### Acteur
- Am I Evil - Greg
- Edge of Seventeen - Scott
- Hannah Montana - Annonceur radio
- Kill Kill Faster Faster - Cassius
- ManDate - Chris
- Phantom Racer
- Condom ad
- The Machine Girl (Voix)